# Kirdorf (Bedburg)
Kirdorf is een plaats in de Duitse gemeente Bedburg, deelstaat Noordrijn-Westfalen, en telt 1.092 inwoners (30 juni 2021).
Bedburg-stad, het aan de zuidrand daarvan gelegen Blerichen en het aan de zuidrand daarvan weer gelegen Kirdorf vormen een min of meer aaneengesloten geheel.
Kirdorf is zeer oud; ten tijde van de Romeinen lagen hier twee handelsstraatwegen, waaraan hier een villa rustica stond. In 898 was hier blijkens een oude schenkingsakte al sprake van bewoning.
Anders dan de meeste andere plaatsen in de gemeente Bedburg, lag Kirdorf aan de Keulse kant van de grens tussen het Prinsbisdom Keulen en het Graafschap, later Hertogdom Gulik. In de Dertigjarige Oorlog is Kirdorf geheel verwoest geweest.
Tot 1966, toen de Sint-Willibrordusbron werd verwijderd (er kwam sedert de Tweede Wereldoorlog al geen water meer uit), was het dorp een klein bedevaartsdorpje.
Kirdorf groeide, mede door de noodzaak tot herhuisvesting van de bewoners der in de omgeving door de bruinkoolwinning ontruimde dorpen, vanaf de jaren vijftig van de 20e eeuw van een gehucht uit tot een forenzendorp aan de zuidrand van het stadje Bedburg.
Via onderstaande link is meer informatie over de geschiedenis van Kirdorf te lezen.